# Lukomir
Lukomir je naseljeno mjesto u općini Konjic, Federacija Bosne i Hercegovine, BiH.
Lukomir je planinsko selo koje se nalazi na južnim obroncima Bjelašnice na 1495 metara nadmorske visine, što ga čini najvišim naseljenim mjestom Bosne i Hercegovine i jedinim preko 1300 m. Na osnovu stećaka koji se nalaze u selu i koji potiču iz 14. i 15. stoljeća, vjeruje se da je selo bilo naseljeno i prije više stotina godina. Današnji stanovnici sela potomci su ovčara iz hercegovačkih sela Kamen i Žulj iz okolice Stoca, koji su zbog iznimno bogatih pašnjaka ovdje ljeti čuvali velika stada ovaca. Gradeći prvo sezonska naselja (stanove), koja su poslije prerasla u današnje selo, najvećim su se dijelom ovdje naseljavali ljudi iz plemena Čomora i Masleša, koji su i danas najbrojnije obitelji u Gornjem Lukomiru.

## Stanovništvo

### 1991.
Nacionalni sastav stanovništva 1991. godine, bio je sljedeći:
ukupno: 156
- Muslimani – 152
- ostali, neopredijeljeni i nepoznato – 4

### 2013.
Nacionalni sastav stanovništva 2013. godine, bio je sljedeći:
ukupno: 13
- Bošnjaci – 13

## Zanimljivosti
- U Lukomiru su snimani filmovi Gluvi barut (1990.) i Nebo iznad krajolika (2006.)

## Vanjske poveznice
- Satelitska snimka[neaktivna poveznica]